# Хмелевский (посёлок)
Хмелевский — посёлок в Саратовской области России. С 1 января 2021 года входит в состав городского округа Саратова. 

## История
Недалеко от Хмелёвки с XIX века в широкой долине, склоны которой покрыты лесным массивом образовалась Малая Хмелёвка. В 1895 году здесь числилось 184 человека. В 1929 году из Малой Хмелёвки образовался совхоз Хмелёвский, как подсобное хозяйство Управления Рязано-Уральской железной дороги, для снабжения продовольствием рабочих и служащих железной дороги. В живописном месте расположен пруд.
С начала возникновения основным направлением деятельности хозяйства было овощеводство, садоводство, полеводство, животноводство. Сюда переместился центр хозяйственной и культурной жизни. Несколько раз передавался совхоз от одного собственника другому, но направление деятельности не изменились. С 1948 года в хозяйстве возделывали виноградники, которые вымерзли в морозную зиму 1969 года. Были в хозяйстве своя начальная школа, детский сад, ясли, баня, клуб, столовая.
В годы Великой Отечественной войны 24 жителя посёлка Хмелёвский не вернулись с фронта. 
В 1984 году Указом Президиума ВС РСФСР посёлок центральной усадьбы совхоза «Хмелёвский» переименован в Хмелевский.

## Физико-географическая характеристика
Посёлок расположен на юге Саратовского района. Расстояние до административного центра села Багаевка - 5 км, до областного центра составляет 24 км. С областным центром Хмелевский связан автодорогой с твёрдым покрытием, есть регулярное автобусное сообщение.
Климат
Климат в посёлке умеренно холодный. Наблюдается большое количество осадков, даже в самый засушливый месяц (согласно классификации климатов Кёппена — Dfa). Среднегодовая температура в Хмелевском — 6,4 °C. Среднегодовая норма осадков — 424 мм. Наименьшее количество осадков выпадает в марте и составляет 23 мм. Наибольшее количество осадков выпадает в июне, в среднем 43 мм.
| Показатель                             | Янв.  | Фев. | Март | Апр. | Май  | Июнь | Июль | Авг. | Сен. | Окт. | Нояб. | Дек. | Год |
| -------------------------------------- | ----- | ---- | ---- | ---- | ---- | ---- | ---- | ---- | ---- | ---- | ----- | ---- | --- |
| Средняя температура, °C                | −10,2 | −9,8 | −3,9 | 8,2  | 15,7 | 20,3 | 22,3 | 20,8 | 14,5 | 6,4  | −1,4  | −6,7 | 6,4 |
| Норма осадков, мм                      | 36    | 25   | 23   | 25   | 37   | 43   | 43   | 43   | 40   | 33   | 40    | 36   | 424 |
| Источник: Хмелевский (норма 1982-2012) |       |      |      |      |      |      |      |      |      |      |       |      |     |

Часовой пояс
посёлок Хмелевский, как и вся Саратовская область, находится в часовой зоне МСК+1. Смещение применяемого времени относительно UTC составляет +4:00.
Уличная сеть
В посёлке Хмелевский четыре улицы: Горная, Молодёжная, Новая, Центральная. К населённому пункту относятся территории трёх садовых некоммерческих товариществ: Медик, Энергетик-2, Яблонька.

## Население
| 2002 | 2010 |
| ---- | ---- |
| 635  | ↗703 |

## Инфраструктура
Было развито сельское хозяйство, действовала центральная усадьба совхоза «Хмелевский». В настоящее время на территории посёлка осуществляет свою деятельность:
- дом досуга,
- библиотека, книжный фонд которой составляет 6717 экземпляров, оформлена подписка на 19 наименований периодических изданий. Пользуются учреждением 500 человек. Работает клуб по интересам «Почемучка»[9].

Работают предприятия розничной торговли, почтовое отделение.

## Транспорт
Проходит автотрасса 63К-00779.
Из Саратова (стадион «Волга») до пос. Красный Текстильщик ходит автобус 226 с остановкой в посёлке Хмелевский.